# Cantón de Seurre
El cantón de Seurre era una división administrativa francesa, que estaba situada en el departamento de Côte-d'Or y la región de Borgoña.

## Composición
El cantón estaba formado por veintitrés comunas:
- Auvillars-sur-Saône
- Bagnot
- Bonnencontre
- Bousselange
- Broin
- Chamblanc
- Chivres
- Corberon
- Corgengoux
- Glanon
- Grosbois-lès-Tichey
- Jallanges
- Labergement-lès-Seurre
- Labruyère
- Lanthes
- Lechâtelet
- Montmain
- Pagny-la-Ville
- Pagny-le-Château
- Pouilly-sur-Saône
- Seurre
- Tichey
- Trugny

## Supresión del cantón de Seurre
En aplicación del Decreto nº 2014-175 de 18 de febrero de 2014, el cantón de Seurre fue suprimido el 22 de marzo de 2015 y sus 23 comunas pasaron a formar parte; veintiuna del nuevo cantón de Brazey-en-Plaine y dos del nuevo cantón de Ladoix-Serrigny.